# Tom Clancy’s Rainbow Six Siege
A Tom Clancy's Rainbow Six Siege (röviden: R6 Siege vagy csak Siege) egy 2015-ös taktikai lövöldözős játék, amelyet a Ubisoft Montreal fejlesztett és a Ubisoft adott ki. A játék nagy hangsúlyt fektet a környezet rombolhatóságára és a játékosok közötti együttműködésre. Minden játékos egy támadó vagy egy védő szerepét ölti magára különböző játékmódokban, például túszmentés, bomba hatástalanítása vagy egy szoba ellenőrzésének átvétele során. A játék nem tartalmaz kampányt, de elérhetők benne offline gyakorlómódok, amelyek egyedül is játszhatók. 2025. június 10-e óta a játék hivatalosan a Tom Clancy’s Rainbow Six Siege X nevet viseli.

## Játékmenet
A Tom Clancy's Rainbow Six Siege egy FPS játék, amelyben a játékosok a Rainbow egység különféle operátorait irányítják. Az operátorok különböző nemzetiségűek, eltérő fegyverekkel és eszközökkel rendelkeznek. A játék aszimmetrikus felépítésű, tehát a csapatok képességei nem feltétlenül vannak kiegyensúlyozva, mivel a választott operátorok nagyban befolyásolják a játékmenetet. A játékban elérhető alap terrorelhárító egységek az amerikai FBI SWAT, a brit SAS, a német GSG-9, az orosz Spetsnaz és a francia GIGN. Mindegyik egység négy operátort tartalmaz, akik támadókra és védőkre vannak osztva. A játékosok hozzáférhetnek egy Striker és egy Sentry nevű operátorhoz is, akik rugalmasabban választhatnak felszerelést, viszont nem rendelkeznek egyedi kütyüvel.  A kör kezdete előtt a játékosok szabadon választhatnak támadó vagy védő operátort bármelyik egységből, emellett kijelölhetik a kezdőpozíciójukat és a fegyverekre szerelhető kiegészítőket is. A kör elindulása után azonban már nem lehet módosítani ezeken a beállításokon (kivéve a támadók, akik a drónozási fázisban még válthatnak operátort). A játékban található bolt lehetővé teszi, hogy a játékosok operátorokat vagy kozmetikai elemeket vásároljanak a renown nevű játékbeli valutával, amit a meccsek végén, a játék közben végrehajtott cselekedetek alapján kapnak. A különböző játékmódok eltérő mennyiségű valutát adnak, a rangsorolt meccsek adják a legnagyobb szorzót. Emellett napi és heti kihívások is teljesíthetők, amelyek kisebb mennyiségű renownt biztosítanak. Az apanázs megszerzési arányát növelhetik az úgynevezett boosterek is, amelyek egy meghatározott időre – kezdve 24 órával – megnövelik a játék közbeni renown szerzését. Ezen kívül elérhető egy prémium valuta is, az „R6 kreditek”, amelyeket valódi pénzért lehet megvásárolni. Ezek segítségével gyorsabban lehet operátorokat vagy kozmetikai elemeket, például fegyver- és karakterkinézeteket megszerezni. Amikor egy online mérkőzés köre elkezdődik, a támadók több lehetséges kezdőpont közül választhatnak, ahonnan megindítják a támadást, míg a védők ugyanígy választanak pozíciót a védekezéshez. Ezután egy 45 másodperces felkészülési szakasz következik, amely során a támadók irányítást kapnak mechanum-kerekes drónjaik felett, hogy feltérképezzék a pályát, felkutassák az ellenséges operátorokat, csapdákat, védelmi elrendezéseket, valamint magát a célobjektumot vagy objektumokat. Eközben a védők megkezdik a védelem kiépítését, és arra ösztönözve vannak, hogy ezt úgy tegyék meg, hogy a támadók ne tudják felfedni sem a védelmi elrendezést, sem a célpont(ok) pontos helyét – főként a drónok megsemmisítésével. Ha egy játékos meghal, nem éledhet újra a kör végéig. Azok a játékosok, akiket ellenfelek öltek meg, beléphetnek a „támogató módba”, amely lehetővé teszi számukra, hogy hozzáférjenek a drónok és biztonsági kamerák képeihez. Így továbbra is segíthetik csapatukat azzal, hogy információt adnak az ellenfelek hollétéről és tevékenységeiről. A mérkőzések időtartama quick match és ranked módban is 3 perc. A Siege erősen ösztönzi a csapatmunkát és az együttműködést, a játékosoknak pedig ki kell használniuk különböző képességeiket a cél teljesítéséhez és az ellenséges csapat legyőzéséhez. A játékban a kommunikáció is kiemelten fontos szerepet kap. Emellett elérhető egy nézői mód is, amely lehetővé teszi, hogy a játékosok különböző nézőpontokból kövessék az eseményeket. A játék nagy hangsúlyt fektet a környezet rombolhatóságára, amely egy procedurálisan működő rombolási rendszeren alapul. A játékosok például robbanószerek elhelyezésével vagy sörétes fegyverrel történő falátlövéssel tudnak struktúrákat megbontani, lyukakat nyitni. Az ilyen rombolás taktikai előnyt biztosíthat, a rendszer pedig arra ösztönzi a játékosokat, hogy kreatívan és stratégiailag gondolkodjanak. A játék tartalmaz egy lövedékáthatolási rendszert is: ha egy golyó áthatol egy felületen, kevesebb sebzést okoz az ellenfélnek. A védekező csapat tagjai megerősített falakat és hordozható pajzsokat is elhelyezhetnek a védekezéshez, bár ezek megsemmisíthetők robbanóeszközökkel, benyomulási eszközökkel, vagy egyes operátorok speciális kütyüivel. A támadók előrenyomulásának megakadályozására a védők csapdákat – például szögesdrótokat és robbanószerkezeteket – helyezhetnek el a pályán. A vertikalitás is fontos szerepet játszik: a játékosok padlókat és plafonokat is felrobbanthatnak, és kötélen leereszkedve ablakokon keresztül is meglephetik az ellenfelet. Az erős eszközök, például gránátok vagy robbantótöltetek különösen értékesek, mivel minden körben csak korlátozott mennyiség áll rendelkezésre belőlük.

### Játékmódok
Megjelenésekor a játék 11 pályát tartalmazott, valamint 5 különböző játékmódot, amelyek között szerepeltek PVE és PVP módok is. A játékmódok a következők:
- Hostage: A Hostage mód egy nem versenyalapú többjátékos mód, melyben a támadók feladata, hogy kimentsék a túszt a védők fogságából, míg a védők célja ennek megakadályozása – akár a teljes támadó csapat kiiktatásával, akár azzal, hogy a túszt sikeresen megvédik a kör végéig. Van egy másodlagos győzelmi lehetőség is: ha bármelyik csapat véletlenül megsebesíti a túszt, az „lekerül” a földre. Ha az ellentétes csapat megakadályozza, hogy újraélesszék, és a túsz elvérzik, akkor ők nyerik a kört.[18]
- Bomb: A Bomb mód versenyalapú többjátékos mód, melyben a támadók feladata az, hogy megtalálják és hatástalanítsák a két bomba egyikét. A védők célja ennek megakadályozása azáltal, hogy megölik az összes támadót, vagy megsemmisítik a telepített hatástalanítót. Ha a hatástalanító már aktiválva van, és utána az összes támadó elesik, a védőknek akkor is meg kell semmisíteniük az eszközt a győzelemhez.[19]
- Secure Area: A Secure Area egy nem versenyalapú mód, melyben  a védőknek egy helyiséget kell megvédeniük, amiben egy biológiai veszélyt jelentő tároló található, míg a támadók feladata az, hogy harc árán behatoljanak és biztosítsák azt. A mérkőzés akkor ér véget, ha az egyik csapat minden tagja elesik, vagy ha a támadók sikeresen elfoglalják a tárolót úgy, hogy a helyiségben már nincs jelen védő.[20]
- Training: Ez a rész tartalmazza a lőteret, a kiképzőpályát, a helyzetgyakorlatokat, az Operátor speciálizációkat és az oktatóvideókat. Mindegyik célja, hogy a játékosok jobban megértsék a játék működését, és lehetőséget kapjanak a játékmenet kipróbálására többjátékos környezet nélkül.[21]
- Arcade: Az Arcade egy játékmenü, amely az Operation Void Edge kiegészítővel került be a játékba. Ez a játékmód speciális variánsokat kínál, amelyek a meglévő játékmódok bizonyos elemeit módosítják, és általában kisebb léptékűek, mint a hagyományos eseménymódok. Az Arcade időszakos eseményeket is tartalmaz, például a „Rainbow is Magic” módot. Kezdetben az Arcade csak szezononként, korlátozott ideig volt elérhető, azonban az Operation Dread Factor kiegészítő óta állandó játékelem lett.
- Dual Front: A Dual Front egy 6v6 mód, ahol a játékosok egyszerre küldenek pályára támadó és védő operátorokat, hogy elfoglalják az ellenség szektorait, miközben védelmezik a sajátjaikat. A mérkőzés során egy küldetés is zajlik, amely előnyt biztosít annak a csapatnak, amely teljesíti.[22]

### Operátorok
| Operátor    | Oldal  | Szezon                     | Egység            | Nemzetiség  |
| ----------- | ------ | -------------------------- | ----------------- | ----------- |
| Kapkan      | Védő   | Megjelenés                 | Spetsnaz          | Orosz       |
| Tachanka    | Védő   | Megjelenés                 | Spetsnaz          | Orosz       |
| Glaz        | Támadó | Megjelenés                 | Spetsnaz          | Orosz       |
| Fuze        | Támadó | Megjelenés                 | Spetsnaz          | Orosz       |
| Bandit      | Védő   | Megjelenés                 | GSG-9             | Német       |
| Jäger       | Védő   | Megjelenés                 | GSG-9             | Német       |
| Blitz       | Támadó | Megjelenés                 | GSG-9             | Német       |
| IQ          | Támadó | Megjelenés                 | GSG-9             | Német       |
| Rook        | Védő   | Megjelenés                 | GIGN              | Francia     |
| Doc         | Védő   | Megjelenés                 | GIGN              | Francia     |
| Twitch      | Támadó | Megjelenés                 | GIGN              | Francia     |
| Montagne    | Támadó | Megjelenés                 | GIGN              | Francia     |
| Castle      | Védő   | Megjelenés                 | FBI               | Amerikai    |
| Pulse       | Védő   | Megjelenés                 | FBI               | Amerikai    |
| Ash         | Támadó | Megjelenés                 | FBI               | Amerikai    |
| Thermite    | Támadó | Megjelenés                 | FBI               | Amerikai    |
| Smoke       | Védő   | Megjelenés                 | SAS               | Brit        |
| Mute        | Védő   | Megjelenés                 | SAS               | Brit        |
| Thatcher    | Támadó | Megjelenés                 | SAS               | Brit        |
| Sledge      | Támadó | Megjelenés                 | SAS               | Brit        |
| Frost       | Védő   | Operation Black Ice        | JTF2              | Kanadai     |
| Buck        | Támadó | Operation Black Ice        | JTF2              | Kanadai     |
| Valkyrie    | Védő   | Operation Dust Line        | Navy SEAL         | Amerikai    |
| Blackbeard  | Támadó | Operation Dust Line        | Navy SEAL         | Amerikai    |
| Caveira     | Védő   | Operation Skull Rain       | BOPE              | Brazil      |
| Capitão     | Támadó | Operation Skull Rain       | BOPE              | Brazil      |
| Echo        | Védő   | Operation Red Crow         | SAT               | Japán       |
| Hibana      | Támadó | Operation Red Crow         | SAT               | Japán       |
| Mira        | Védő   | Operation Velvet Shell     | GEO               | Spanyol     |
| Jackal      | Támadó | Operation Velvet Shell     | GEO               | Spanyol     |
| Lesion      | Védő   | Operation Blood Orchid     | SDU               | Hongkongi   |
| Ying        | Támadó | Operation Blood Orchid     | SDU               | Hongkongi   |
| Ela         | Védő   | Operation Blood Orchid     | GROM              | Lengyel     |
| Zofia       | Támadó | Operation White Noise      | GROM              | Lengyel     |
| Vigil       | Védő   | Operation White Noise      | 707th SMB         | Dél-koreai  |
| Dokkaebi    | Támadó | Operation White Noise      | 707th SMB         | Dél-koreai  |
| Finka       | Támadó | Operation Chimera          | Spetsnaz          | Belarusz    |
| Lion        | Támadó | Operation Chimera          | GIGN              | Francia     |
| Alibi       | Védő   | Operation Para Bellum      | GIS               | Líbiai      |
| Maestro     | Védő   | Operation Para Bellum      | GIS               | Olasz       |
| Clash       | Védő   | Operation Grim Sky         | MPS               | Brit        |
| Maverick    | Támadó | Operation Grim Sky         | Delta Force       | Amerikai    |
| Kaid        | Védő   | Operation Wind Bastion     | GIGR              | Marokkói    |
| Nomad       | Támadó | Operation Wind Bastion     | GIGR              | Marokkói    |
| Mozzie      | Támadó | Operation Burnt Horizon    | SASR              | Ausztrál    |
| Gridlock    | Támadó | Operation Burnt Horizon    | SASR              | Ausztrál    |
| Warden      | Védő   | Operation Phantom Sight    | USSS              | Amerikai    |
| Nøkk        | Támadó | Operation Phantom Sight    | Jaeger Corps      | Dán         |
| Goyo        | Védő   | Operation Ember Rise       | FES               | Mexikói     |
| Amaru       | Támadó | Operation Ember Rise       | APCA              | Perui       |
| Wamai       | Védő   | Operation Shifting Tides   | NIGHTHAVEN        | Kenyai      |
| Kali        | Támadó | Operation Shifting Tides   | NIGHTHAVEN        | Indiai      |
| Oryx        | Védő   | Operation Void Edge        | GIGR              | Jordán      |
| Iana        | Támadó | Operation Void Edge        | REU               | Holland     |
| Melusi      | Védő   | Operation Steel Wave       | ITF               | Dél-afrikai |
| Ace         | Támadó | Operation Steel Wave       | NIGHTHAVEN        | Norvég      |
| Zero        | Támadó | Operation Shadow Legacy    | Fourth Echelon    | Amerikai    |
| Aruni       | Védő   | Operation Neon Dawn        | NIGHTHAVEN        | Thai        |
| Flores      | Támadó | Operation Crimson Heist    | FBI               | Argentín    |
| Thunderbird | Védő   | Operation North Star       | STAR-NET Aviation | Kanadai     |
| Osa         | Támadó | Operation Crystal Guard    | NIGHTHAVEN        | Horvát      |
| Thorn       | Védő   | Operation High Calibre     | ERU               | Ír          |
| Azami       | Védő   | Operation Demon Veil       | Viperstrike       | Japán       |
| Sens        | Támadó | Operation Vector Glare     | SFG               | Belga       |
| Grim        | Támadó | Operation Brutal Swarm     | NIGHTHAVEN        | Szingapúri  |
| Solis       | Védő   | Operation Solar Raid       | AFEAU             | Kolumbiai   |
| Brava       | Támadó | Operation Commanding Force | COT               | Brazil      |
| Fenrir      | Védő   | Operation Dread Factor     | Redhammer         | Svéd        |
| Ram         | Támadó | Operation Heavy Mettle     | 35th CB           | Dél-koreai  |
| Tubarão     | Védő   | Operation Deep Freeze      | DAE               | Portugál    |
| Deimos      | Támadó | Operation Deadly Omen      | Keres Legion      | Amerikai    |
| Striker     | Támadó | Operation New Blood        | Team Rainbow      | ?           |
| Sentry      | Védő   | Operation New Blood        | Team Rainbow      | ?           |
| Skopós      | Védő   | Operation Twin Shells      | EKAM              | Ciprusi     |
| Rauora      | Támadó | Operation Prep Phase       | Viperstrike       | Új-zélandi  |
| Denari      | Védő   | Operation High Stakes      | NIGHTHAVEN        | Svájci      |

## A játék szezonjai
Kilenc év alatt összesen 38 szezon jelent meg a Tom Clancy's Rainbow Six Siege-ben letölthető tartalom formájában.
| Év | Operation                  | Megjelenési dátum    | Leírás |
| -- | -------------------------- | -------------------- | --- |
| 1  | Operation Black Ice        | 2016. február 2.     | Az Operation új pályát hozott, egy fagyott jachtot Kanadában. Emellett két kanadai operátort is bemutatott a „Special Operations Force” Joint Task Force 2-ből: Frostot és Buckot.                                                                       |
| 1  | Operation Dust Line        | 2016. május 2.       | Az Operation új pályát hozott, amely a Közel-Keleten található, és a „Border” nevet viseli. Ezen kívül két amerikai Navy SEAL operátort is bemutatott: Blackbeard-et és Valkyrie-t.                                                                      |
| 1  | Operation Skull Rain       | 2016. augusztus 2.   | Az Operation új pályát vezetett be, amely egy brazíliai favelában található. Emellett két brazil BOPE operátort, Capitão-t és Caveirát. |
| 1  | Operation Red Crow         | 2016. november 17.   | Az Operation új pályát vezetett be, amely egy felhőkarcolóban található Japánban, és két japán SAT operátort, Hibana-t és Echo-t. |
| 2  | Operation Velvet Shell     | 2017. február 8.     | Az Operation új pályát hozott, amely Spanyolországban található, és „Coastline” néven ismert. Ezen kívül két spanyol GEO operátort is bemutatott: Mira-t és Jackal-t.                                                                                    |
| 2  | Operation Health           | 2017. június 6.      | Az Operation egy frissítés volt, amely finomhangolta a játék számos aspektusát. |
| 2  | Operation Blood Orchid     | 2017. szeptember 5.  | Az Operation új pályát hozott, amely a Hongkongban található „Theme Park”-ban játszódik. Ezen kívül két honkongi SDU operátort, Ying-et és Lesion-t, valamint egy lengyel GROM operátort, Ela-t.                                                         |
| 2  | Operation White Noise      | 2017. december 5.    | Az Operation új pályát hozott, amely Dél-Koreában található és „Tower” néven ismert. Ezen kívül két dél-koreai operátort is bemutatott a 707. különleges rendeltetésű zászlóaljból: Dokkaebi-t és Vigil-t, valamint egy lengyel GROM operátort, Zofia-t. |
| 3  | Operation Chimera          | 2018. március 6.     | Az Operation egy GIGN operátort, Lion-t, és egy Spetsnaz operátort, Finka-t mutatta be. |
| 3  | Operation Para Bellum      | 2018. június 7.      | Az Operation új pályát hozott, amely Toszkánában található és „Villa” néven ismert. Ezen kívül két GIS operátort is bemutatott: Alibi-t és Maestro-t. |
| 3  | Operation Grim Sky         | 2018. szeptember 4.  | Az Operation bemutatta az első teljes pályafelújítást a Hereford Basen, valamint két új operátort. Egy amerikai Delta Force operátort, Mavericket, valamint egy Metropolitan Police operátort, Clasht.                                                   |
| 3  | Operation Wind Bastion     | 2018. december 4.    | Az Operation új pályát hozott, amely Marokkóban található, és „Fortress” néven ismert. Emellett két GIGR operátort is bemutatott: Kaid-ot és Nomad-ot.                                                                                                   |
| 4  | Operation Burnt Horizon    | 2019. március 6.     | Az Operation új pályát hozott, amely Ausztrália távoli vidékein, az Outback-ben játszódik. Emellett két SASR operátort is bemutatott: Mozzie-t és Gridlockot.                                                                                            |
| 4  | Operation Phantom Sight    | 2019. június 11.     | Az Operation két új operátort mutatott be: dán Nøkk-öt (Jaeger Corps) és Warden-t (USSS). Emellett egy teljesen átdolgozott verziót is hozott a Kafe Dostoyevsky nevű pályából.                                                                          |
| 4  | Operation Ember Rise       | 2019. szeptember 11. | Az Operation egy átdolgozott változatot hozott a Kanal pályából, valamint két új operátort mutatott be: Amaru-t és Goyo-t. |
| 4  | Operation Shifting Tides   | 2019. december 3.    | Az Operation egy átdolgozott változatot hozott a Theme Park pályából, valamint két új operátort mutatott be, akik egy magánhadsereghez, a Nighthaven Special Intervention Group nevű egységhez tartoznak: az indiai Kalit és a kenyai Wamait.            |
| 5  | Operation Void Edge        | 2020. március 10.    | Az Operation egy átdolgozott változatot hozott az Oregon pályából, valamint két új operátort mutatott be: a holland Iana-t és a jordán Oryx-ot. |
| 5  | Operation Steel Wave       | 2020. június 16.     | Az Operation egy átdolgozott változatot hozott a House pályából, valamint két új operátort mutatott be: a norvég Ace-t és a dél-afrikai Melusi-t. |
| 5  | Operation Shadow Legacy    | 2020. augusztus 12.  | Az Operation egy átdolgozott változatot hozott a Chalet pályából, valamint bemutatta Sam Fishert, a Splinter Cell sorozat ikonikus főszereplőjét. |
| 5  | Operation Neon Dawn        | 2020. november 3.    | Az Operation egy átdolgozott változatot hozott a Skyscraper pályából, valamint bemutatta Aruni-t, egy thaiföldi operátort. |
| 6  | Operation Crimson Heist    | 2021. március 16.    | Az Operation egy kisebb átdolgozást hozott a Border pályából, valamint bemutatta Flores-t, egy argentin operátort. |
| 6  | Operation North Star       | 2021. június 14.     | Az Operation egy, a casual játékstílust előtérbe helyező átdolgozást hozott a Favela pályából, valamint bemutatta Thunderbird-öt, egy kanadai operátort.                                                                                                 |
| 6  | Operation Crystal Guard    | 2021. augusztus 17.  | Az Operation kisebb átdolgozásokat hozott a Bank, Coastline és Clubhouse pályákon, valamint bemutatta Osa-t, egy horvát operátort. |
| 6  | Operation High Calibre     | 2021. december 14.   | Az Operation egy átdolgozott változatot hozott az Outback pályából, valamint bemutatta Thorn-t, egy ír operátort. |
| 7  | Operation Demon Veil       | 2022. március 15.    | Az Operation új pályát hozott Emerald Plains néven, valamint bemutatta Azami-t, egy japán operátort. |
| 7  | Operation Vector Glare     | 2022. június 14.     | Az Operation bemutatta a Close Quarter nevű új pályát, valamint Sens-t, egy belga operátort. |
| 7  | Operation Brutal Swarm     | 2022. szeptember 13. | Az Operation bemutatta a Stadium Bravo nevű új pályát, valamint Grim-et, egy szingapúri operátort. |
| 7  | Operation Solar Raid       | 2022. december 7.    | Az Operation bemutatta a Nighthaven Labs nevű új pályát, valamint Solis-t, egy kolumbiai operátort. |
| 8  | Operation Commanding Force | 2023. március 7.     | Az Operation bemutatta Brava-t, egy brazil operátort. |
| 8  | Operation Dread Factor     | 2023. május 30.      | Az Operation bemutatta a Consulate pálya átdolgozott változatát, valamint Fenrir-t, egy svéd operátort. |
| 8  | Operation Heavy Mettle     | 2023. augusztus 29.  | Az Operation bemutatta Ram-ot, egy dél-koreai támadó operátort. |
| 8  | Operation Deep Freeze      | 2023. december 6.    | Az Operation bemutatta a Lair nevű új pályát, valamint Tubarão-t, egy portugál operátort. |
| 9  | Operation Deadly Omen      | 2024. március 14.    | Az Operation bemutatta Deimos-t, egy amerikai operátort. |
| 9  | Operation New Blood        | 2024. június 11.     | Az Operation bemutatta Recruit átdolgozott változatát, és átnevezte őket Striker-re és Sentry-re. |
| 9  | Operation Twin Shells      | 2024. szeptember 10. | Az Operation bemutatta Skopós-t, egy ciprusi operátort. |
| 9  | Operation Collision Point  | 2024. december 3.    | Az Operation átdolgozta Blackbeard-et. |
| 10 | Operation Prep Phase       | 2025. március 4.     | Az Operation bemutatta Rauora-t, egy új-zélandi operátort. |
| 10 | Operation Daybreak         | 2025. június 10.     | Az Operation bemutatta a megújult Siege X-et, a District nevű új pályát (és hozzá tartozó játékmódot), ezen kívül átdolgozta Clasht, valamint Bank, Clubhouse, Border, Chalet, és Kafe pályákat.                                                         |
| 10 | Operation High Stakes      | 2025. szeptember 2.  | Az Operation bemutatta Denari-t, egy új svájci operátort, valamint átdolgozta Nighthaven Labs, Lair és Consulate pályákat. |

## Fejlesztés

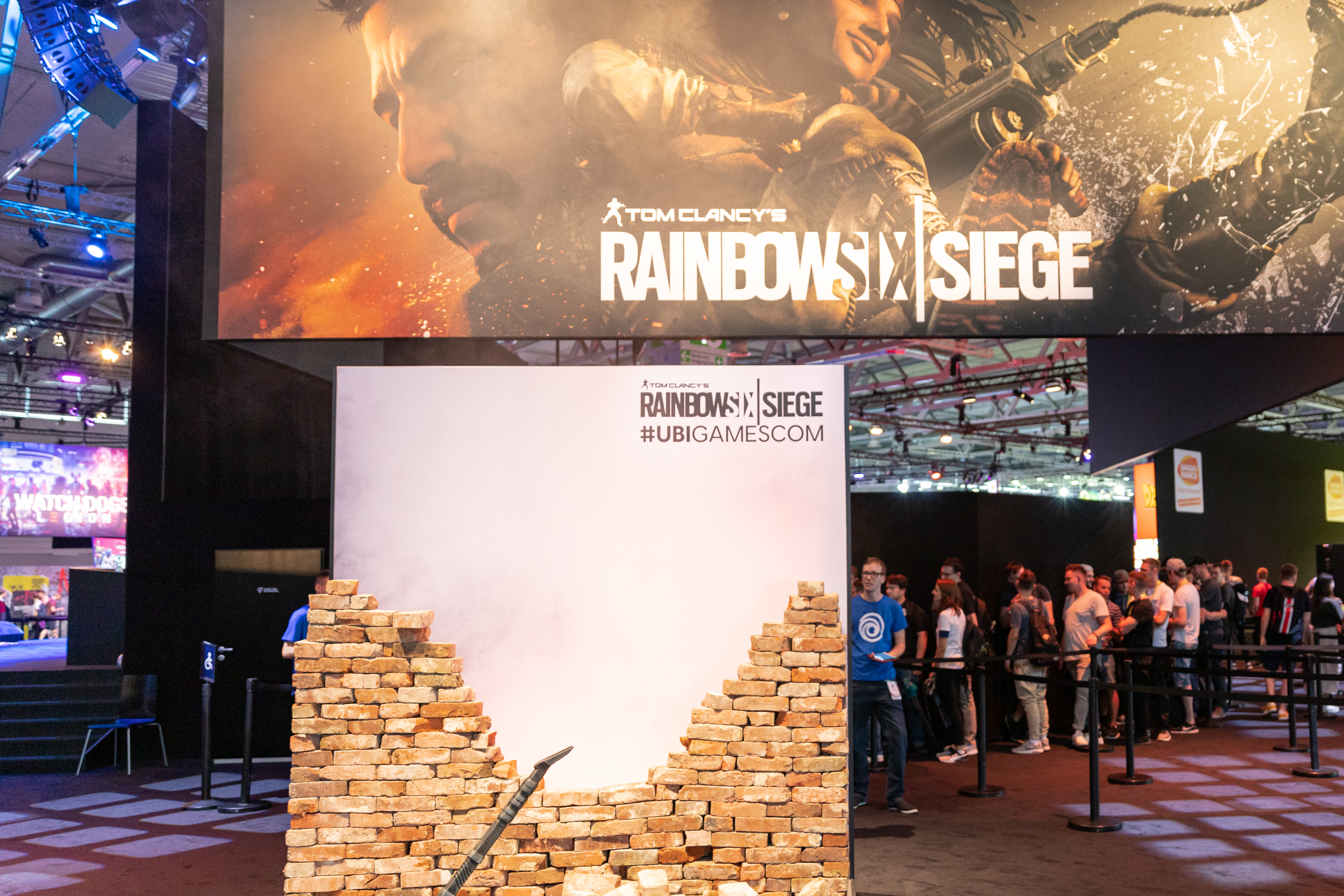
Rainbow Six Siege a 2019-es Gamescomon

A játék elődje a Tom Clancy's Rainbow 6: Patriots volt, egy taktikai lövöldözős játék, amelyet 2011-ben jelentettek be. A játék a narratívára helyezte a hangsúlyt, és a történeti kampányban számos vágott jelenet és előre megírt esemény szerepelt. Azonban a játék hamarosan fejlesztési pokolba került, miután bejelentették. Az elavult motor és a vezetőség gyakori változásai hátráltatták a fejlesztési előrehaladást, és a játék minősége nem érte el a kívánt szintet. Ezen kívül a játékot hetedik generációs konzolokra tervezték, amelyek nem voltak képesek feldolgozni bizonyos játékmenet-mechanikákat. Miután megjelent az új konzolgeneráció, a csapat úgy döntött, hogy kihasználja ezt az alkalmat, hogy technológiailag fejlettebb játékot hozzon létre. Ennek eredményeként az Ubisoft úgy döntött, hogy törli a Patriots-ot, és egy új csapatot alakítanak, amely 25 főből állt, hogy új ötletekkel újraindítsák a sorozatot. A fejlesztők azért, hogy friss élményt nyújtsanak, csak bizonyos többjátékos elemeket tartottak meg, miközben a kis csapat más irányba terelte a játékot. Felmérték a Rainbow Six sorozat alapját, amely szerintük arról szólt, hogy egy terrorelhárító csapat tagjaként bejárják a világot, hogy megoldjanak veszélyes terrorista támadásokat, amelyek jellemzően intenzív összecsapások a támadók és a védők között.  Azonban a csapat azt akarta, hogy ezeket az ötleteket egy többjátékos formátumban valósítsák meg, ami növelheti a játék fenntarthatóságát. Ezek lettek a játék alapvető koncepciói. Mivel a fejlesztők remélték, hogy a játékot gyakran újra lehet majd játszani, úgy döntöttek, hogy minden erőforrást a többjátékos mód fejlesztésére fordítanak, és elvetették az egyjátékos kampányt. A játék fejlesztése hivatalosan 2013 januárjában kezdődött. Az Ubisoft Montreal, a Patriots fejlesztője vette át a játék fejlesztését, míg az Ubisoft barcelonai, torontói, kijevi, sanghaji és csendzusi irodái segítettek a munkálatokban. A játék eredetileg Rainbow Six Unbreakable néven futott, egy olyan cím, amely nemcsak a játék rombolási mechanikáját tükrözte, hanem a fejlesztőcsapat gondolkodásmódját is, akiknek egy olyan játékot kellett szállítaniuk, amely egykor fejlesztési pokolba került. Alexandre Remy, a márkamenedzser szerint a csapat magabiztos volt az új víziójukkal kapcsolatban, de nagyon idegesek voltak, amikor bemutatták, mivel tudták, hogy az irányváltás valószínűleg csalódást fog okozni egyes rajongóknak.

## Fogadtatás
| Összegzőoldal | Értékelés |
| ------------- | --------- |
| Metacritic    | 73/100    |

| Szerző         | Értékelés |
| -------------- | --------- |
| Destructoid    | 8/10      |
| Game Informer  | 7/10      |
| GameSpot       | 10/10     |
| GamesRadar+    | 3,5/5     |
| IGN            | 8,5/10    |
| PC Gamer (US)  | 90/100    |
| Polygon        | 6/10      |
| VideoGamer.com | 8/10      |

A Tom Clancy's Rainbow Six Siege "általánosan kedvező" értékeléseket kapott a kritikusoktól, a Metacritic összegző oldala szerint.
A játék többjátékos módját széleskörűen dicsérték a kritikusok. Chris Carter a Destructoid magazinból kiemelte a játék nyitott jellegét, amely lehetővé tette, hogy minden mérkőzés kiszámíthatatlan legyen, és segített abban, hogy az élmény friss maradjon még hosszú játékidő után is.
A GameSpot Scott Butterworthja dícsérte a játékot, mivel lehetőséget biztosított a játékosoknak, hogy kreatívan közelítsenek meg egy-egy küldetést.
James Davenport a PC Gamer-től hasonlóan fogalmazott, és a Siege-et egy "pszichológiai versenyként" írta le, ahol a játékosok folyamatosan azon dolgoznak, hogy túljárjanak az ellenfeleik eszén.
Ryan McCaffery az IGN-ről szintén dicsérte a taktikai lehetőségeket, amelyek a játékot "feszülté és lebilincselővé" tették.
A Game Informer-es Matt Bertz és Chris Carter is kiemelték az elérhető operátorok nagy számát, megjegyezve, hogy ezek mélységet és változatosságot adtak a játéknak, és a játékosok kísérletezhettek, hogy mely operátor-párosok egészíthetik ki egymást a leghatékonyabban.

## Díjak, elismerések
| Év   | Díj                          | Kategória                                    | Eredmények |
| ---- | ---------------------------- | -------------------------------------------- | ---------- |
| 2014 | Game Critics Awards          | Legjobb PC-játék                             | Elnyerte   |
| 2014 | Game Critics Awards          | Legjobb bemutatott játék                     | Jelölve    |
| 2014 | Game Critics Awards          | Legjobb akciójáték                           | Jelölve    |
| 2014 | Game Critics Awards          | Legjobb online multiplayer játék             | Jelölve    |
| 2015 | Game Critics Awards          | Legjobb PC-játék                             | Jelölve    |
| 2015 | Game Critics Awards          | Legjobb akciójáték                           | Jelölve    |
| 2015 | Game Critics Awards          | Legjobb multiplayer                          | Jelölve    |
| 2016 | The Game Awards              | Legjobb multiplayer                          | Jelölve    |
| 2016 | Golden Joystick Awards       | Legjobb multiplayer                          | Jelölve    |
| 2017 | Golden Joystick Awards       | Legjobb Esport játék                         | Jelölve    |
| 2017 | The Game Awards              | Legjobb jelenleg is támogatott/fejlődő játék | Jelölve    |
| 2018 | The Game Awards              | Legjobb jelenleg is támogatott/fejlődő játék | Jelölve    |
| 2018 | British Academy Games Awards | Legjobb jelenleg is támogatott/fejlődő játék | Jelölve    |
| 2018 | Game Critics Awards          | Legjobb jelenleg is támogatott/fejlődő játék | Jelölve    |
| 2018 | Golden Joystick Awards       | Még mindig játsszuk díj                      | Jelölve    |
| 2018 | Golden Joystick Awards       | Az év Esport játéka                          | Jelölve    |
| 2018 | Gamers' Choice Awards        | A rajongók kedvenc lövöldözős játéka         | Jelölve    |
| 2018 | The Steam Awards             | Barátokkal jobb díj                          | Elnyerte   |
| 2019 | The Steam Awards             | Szeretettel készült díj                      | Jelölve    |
| 2019 | The Game Awards              | Legjobb közösségi támogatás                  | Jelölve    |
| 2019 | The Game Awards              | Legjobb jelenleg is támogatott/fejlődő játék | Jelölve    |
| 2019 | British Academy Games Awards | Legjobb jelenleg is támogatott/fejlődő játék | Jelölve    |
| 2019 | Golden Joystick Awards       | Még mindig játsszuk díj                      | Jelölve    |
| 2019 | Golden Joystick Awards       | Az év Esport játéka                          | Jelölve    |
| 2020 | Famicú Dengeki Game Awards   | Legjobb Esport játék                         | Jelölve    |
| 2022 | GLAAD Media Awards           | Kiemelkedő játék                             | Jelölve    |

## Fordítás
Ez a szócikk részben vagy egészben  a   Tom Clancy's Rainbow Six Siege című angol Wikipédia-szócikk ezen változatának fordításán alapul.  Az eredeti cikk szerkesztőit annak laptörténete sorolja fel. Ez a jelzés csupán a megfogalmazás eredetét és a szerzői jogokat jelzi, nem szolgál a cikkben szereplő információk forrásmegjelöléseként.